# 우라시마 다카히로
우라시마 다카히로(일본어: 浦島 貴大, 1988년 5월 12일 ~ )는 일본의 축구 선수이다. 현재 일본 풋볼 리그의 FC 마루야스 오카자키에서 뛰고 있다.

## 구단 경력
그는 2014년부터 2018년까지 J리그의 FC 류큐, 블라우블리츠 아키타, 후지에다 MYFC에서 활동하였다.